# Hans Alois Schieser
Hans Alois Schieser (* 15. Juli 1931 in Ulm; † 4. März 2020) war ein deutscher Erziehungswissenschaftler.

## Biografie
Nach dem Abitur am Kepler-Gymnasium Ulm 1952 legte der Sohn von Alois und Anna (Stegmann) Schieser den Magister Artium in Philosophie (Universität Passau 1959), das Staatsexamen (PH Weingarten 1962) und das Doktorat der Philosophie (Loyola University Chicago 1970) ab. Er war seit dem 6. Juni 1962 verheiratet mit Margret H. Schröer (Kinder: Peter und Elisabeth). Er wanderte in die Vereinigten Staaten 1965 aus. Er war Schulleiter der Pestalozzischule Ulm (1964–1965), Lehrer für Lernbehinderte an der Jeanine Schultz Memorial School in Skokie (1966–1967) und Co-Direktor der Oak Therapeutic School in Evanston (1967–1970). Vom außerordentlichen Professor zum Professor der Erziehungswissenschaften an der DePaul University wurde er in Chicago in den Jahren von 1969 bis 1991. Er war Programmberater der Delphian Society (1977–1990). Er war aktiv in der Lehrerausbildung Midwest Montessori Teacher Training Center in Evanston. Seit 1991 Professor emeritus war er Gastprofessor an der Staatlichen Universität Tscheljabinsk und Staatlichen Universität Irkutsk (1998–2005). Als ordentlicher Professor war er Studiendekan der Gustav-Siewerth-Akademie (1995–2003).